# プレイガールV
プレイガールVとは1994年にオリンピアが販売したパチスロ機である。また同社の4号機第一弾である

## 概要
前作バニーX・Oから2年後の1994年に4号機の第一弾として登場した。本機はシングルボーナスの集中役を搭載したA-Cタイプである。成立役のシングルが「PG、PG、PG（緑）」であるのに対しリプレイが「PG、PG、PG（紫）」のためPG絵柄テンパイ時は最終リールを押すまで結果が分からなくしているのは一つの特長である。しかし、メインは集中役ではなくビッグボーナスを主体であり、本機はレギュラーボーナス非搭載である。また左リールのPG絵柄に6コマの間隔があることからリプレイはずしも存在した。

## リーチ目
本機はバニーガールスーパーバニーガールで好評だったズレ目のリーチ目を復活。また7絵柄の単独テンパイや一部PG絵柄のハズレ型もリーチ目として存在する。またBIG、集中役成立時は台右側の「CHANCE」シグナルが点灯するが、当時は「モーニングサービス」の関係から店側によって告知ランプが断線されたところもある。

## 設置状況
販売された1994年は山佐のニューパルサーが全盛期であったことや前作バニーX・Oが不調だったこと、上記モーニングサービスの関係から敬遠されたこともあり設置は思ったほど伸びなかった。